# Língua gourmanchema
Gourmanchema (Goulmacema, Gourma, Gourmanchema, Gulimancema, Gulmancema, Gurma, Gourmanchema) é a língua do povo Gurma É a maior em número de falantes do subgrupo Gurma das línguas Oti-Volta. É falado nas partes mais orientais de Burkina Faso, em torno da tradicional capital Gurma Fada N'Gourma; seu alcance estende-se ligeiramente para o norte do Togo e Benin, e para a parte vizinha do Níger.

## Escrita
A língua usa o alfabeto latino e também a escrita própria, o Goulsse;
| a | b | c | d | e  | f | g | gb | h | i | j | k | kp |
| l | m | n | ŋ | ŋm | ñ | o | p  | s | t | u | y |    |

## Gramática
Como todos os seus parentes próximos e vizinhos, o Gourmanché é uma linguagem tonal; distingue tons altos, médios e baixos. Na ortografia padrão os símbolos c j representam oclusivas palatinas; eles soam um pouco semelhantes ao inglês "ch" e "j" respectivamente.
Gourmanché preserva a maior parte do sistema de gênero gramatical baseado em classes de substantivos característico da família Níger-Congo, com oito classes e concordância regular de pronomes, adjetivos e numerais. Como em outras línguas Gur, as classes de substantivos são marcadas por sufixos (não prefixos, como em Bantu); os sufixos vêm em pares singular/plural para substantivos contáveis, por exemplo tibu "árvore", tiidi "árvores" e não são pareados para substantivos de massa, por exemplo, ñima "água", soama "sangue", gulimancema "linguagem gourmanché."
Gourmanché às vezes tem sido dito ter prefixos nominais, bem como sufixos, concordando em classe. No entanto, esses "prefixos" são de fato partículas proclíticas com uma função semelhante a um artigo. Eles são escritos como palavras separadas na ortografia padrão: bu tibu "a/a árvore", i tiidi "(as) árvores", mi ñima "(a) água", e são omitidos, por exemplo, quando o substantivo é precedido por um possuidor ou seguido de kuli "cada"; assim u nuu, "mão", ki biga "criança", o joa "homem" mas por exemplo o joa muubi o biga nuu "o homem segura a mão de seu filho "; o nilo "uma pessoa" mas nilo kuli "cada pessoa."
Verbos Gourmanché não concordam com sujeito ou flexionam para tempo, mas como em quase todas as línguas Oti-Volta, eles flexionam para aspecto (perfectivo vs imperfectivo). Como todos os seus parentes próximos e vizinhos, o Gourmanché é uma linguagem de tom; distingue tons altos, médios e baixos. Na ortografia padrão os símbolos c j representam paradas palatinas; eles soam um pouco semelhantes ao inglês "ch" e "j" respectivamente.
Gourmanché preserva a maior parte do sistema de gênero gramatical baseado em classes de substantivos característico da família Níger-Congo, com oito classes e concordância regular de pronomes, adjetivos e numerais. Como em outras línguas Gur, as classes de substantivos são marcadas por sufixos (não prefixos, como em Bantu); os sufixos vêm em pares singular/plural para substantivos contáveis, por exemplo tibu "árvore", tiidi "árvores" e não são pareados para substantivos de massa, por exemplo, ñima "água", soama "sangue", gulimancema "linguagem gourmanché."
Gourmanché às vezes tem sido dito ter prefixos nominais, bem como sufixos, concordando em classe. No entanto, esses "prefixos" são de fato partículas proclíticas com uma função semelhante a um artigo. Eles são escritos como palavras separadas na ortografia padrão: bu tibu "a/a árvore", i tiidi "(as) árvores", mi ñima "(a) água", e são omitidos, por exemplo, quando o substantivo é precedido por um possuidor ou seguido de kuli "cada"; assim u nuu, "mão", ki biga "criança", o joa "homem" mas por exemplo o joa muubi o biga nuu "o homem segura a mão de seu filho "; o nilo "uma pessoa" mas nilo kuli "cada pessoa."
Verbos Gourmanché não concordam com sujeito ou flexionam para tempo, mas como em quase todas as línguas Oti-Volta, eles flexionam para aspecto (perfectivo vs imperfectivo). Como todos os seus parentes próximos e vizinhos, o Gourmanché é uma linguagem de tom; distingue tons altos, médios e baixos. Na ortografia padrão os símbolos c j representam paradas palatinas; eles soam um pouco semelhantes ao inglês "ch" e "j" respectivamente.
Gourmanché preserva a maior parte do sistema de gênero gramatical baseado em classes de substantivos característico da família Níger-Congo, com oito classes e concordância regular de pronomes, adjetivos e numerais. Como em outras línguas Gur, as classes de substantivos são marcadas por sufixos (não prefixos, como em Bantu); os sufixos vêm em pares singular/plural para substantivos contáveis, por exemplo tibu "árvore", tiidi "árvores" e não são pareados para substantivos de massa, por exemplo, ñima "água", soama "sangue", gulimancema "linguagem gourmanché."
Gourmanché às vezes tem sido dito ter prefixos nominais, bem como sufixos, concordando em classe. No entanto, esses "prefixos" são de fato partículas proclíticas com uma função semelhante a um artigo. Eles são escritos como palavras separadas na ortografia padrão: bu tibu "a/a árvore", i tiidi "(as) árvores", mi ñima "(a) água", e são omitidos, por exemplo, quando o substantivo é precedido por um possuidor ou seguido de kuli "cada"; assim u nuu, "mão", ki biga "criança", o joa "homem" mas por exemplo o joa muubi o biga nuu "o homem segura a mão de seu filho "; o nilo "uma pessoa" mas nilo kuli "cada pessoa."
Verbos Gourmanché não concordam com sujeito ou flexionam para tempo, mas como em quase todas as línguas Oti-Volta, eles flexionam para aspecto (perfectivo vs imperfectivo). Vários sufixos diferentes e/ou mudanças de tom.
A linguagem é S.V.O. Os possuidores precedem suas seus substativos. Gourmanché compartilha com outras línguas Oti-Volta a característica de que os adjetivos regularmente compõem com seus substantivos principais; o substantivo precede como um radica, seguido pelo adjetivo, que carrega o sufixo de classe de substantivo apropriado ao gênero e número do núcleo: yankpaalo "pastor", yankpaaŋamo "bom pastor".

## Lexicografia
Existe um dicionário Gourmanché-Francês bastante completo mas nenhuma gramática completa prontamente acessível
Mais sobre o texto originalÉ necessário fornecer o texto original para ver mais informações sobre a tradução
Enviar feedback
Painéis lateraisvários sufixos diferentes e/ou mudanças de tom.
A linguagem é SVO. Os possuidores precedem suas cabeças. Gourmanché compartilha com outras línguas Oti-Volta a característica de que os adjetivos regularmente compõem com seus substantivos principais; o substantivo precede como um radical nu, seguido pelo adjetivo, que carrega o sufixo de classe de substantivo apropriado ao gênero e número do núcleo: yankpaalo "pastor", yankpaaŋamo "bom pastor".

## Literatura
Há uma tradução completa da Bíblia.

## Nomes de sapos
Nomes de sapos de Gulmancéma e seus equivalentes em língua Mooré e inglês (quase todas as espécies de sapos são consumidas como alimento):
| Gulmancéma         | Mooré              | Nome científico            | Português                    |
| ------------------ | ------------------ | -------------------------- | ---------------------------- |
| Tiarli moanga      | Poon youga         | Afrixalus vittiger         | Sapo de Junco Espinhoso      |
| Pouang piega       | Poon youga         | Afrixalus weidholzi        | Sapo Banana de Weidholz      |
| Pouand boani       | Lagoa sablga       | Amietophrynus maculatus    | Sapo de Hallowell            |
| Pouand koulougou   | Lagoa sablga       | Amietophrynus regularis    | sapo egípcio                 |
| Pouand gnouali     | Lagoa miougou      | Amietophrynus xeros        | Sapo do Deserto              |
| Gnissolopouandi    | Kossoilhg poondré  | Bufo pentoni               | Sapo dos Jardins de Shaata   |
| Pouandi napoualé   | Yoondé             | Hemisus marmoratus         | Sapo de nariz de pá          |
| Tiarlo             | Souansga           | Hildebrandtia ornata       | O Sapo Escavador do Budgett  |
| Louandi moali      | Louanga            | Hoplobatrachus occipitalis | sapo tigre africano          |
| Tiarli pieno       | Boulweoogo         | Hylarana galamensis        | Sapo de listras amarelas     |
| Pouand piega       | Pouand youga       | Hyperolius concolor        | Sapo de carriça de Hallowell |
| Tiarli moanga      | Pouand youga       | Hyperolius nitidulus       |                              |
| Tiarli bouanga     | Poondr zembouanga  | Kassina cassinoides        |                              |
| Pouand bouanli     | Bougdi de lagoa    | Kassina fusca              | Sapo Correndo Pálido         |
| Tiarli bouanga     | Poondr zembouanga  | Kassina senegalensis       | Sapo do Senegal Kassin       |
| Pouand koulougou   | Lagoa sablga       | Leptopelis bufonides       | Sapo Arborícola              |
| Gnissolopoanga     | Poon youga         | Leptopelis viridis         | Sapo de savana               |
| Patanpouandi       | Louang sablga      | Phrynobatrachus calcaratus | Rã do Rio Boutry             |
| Pouand bouanga     | Louong sablga      | Phrynobatrachus francisci  |                              |
| Pouand bouanga     | Boulweoogo         | Phrynobatrachus gutturosus | Sapo Gutural da Poça         |
| Batiarlo           | Boulonboukou       | Phrynobatrachus latifrons  | Sapo do Rio Accra            |
| Thialondo          | Boulghin louanga   | Phrynobatrachus natalensis | Rã do Rio Natal              |
| Pouang moanga      | Poond wiilé        | Phrynomantis microps       | Sapo de borracha vermelha    |
| Foipoando          | Mouonghin souansga | Ptychadena bibroni         | Sapo de Grama de Banda Larga |
| Tiarli Bouanga     | Bouonghin souansga | Ptychadena mascareniensis  | Sapo Mascarenho da Pastagem  |
| Pouand piega       | Búhrin souanga     | Ptychadena oxyrhynchus     | Sapo-foguete de nariz afiado |
| Tiarli moanga      | Poughin souansga   | Ptychadena pumilio         | Pequeno Sapo Foguete         |
| Pouandi gnoanli    | Louang sablga      | Ptychadena schillukorum    | Sapo com crista de Schilluk  |
| Tiarli gnoiarlinga | Tampou souansga    | Ptychadena tellinii        | Sapo da pastagem central     |
| Tiarli gnoanrga    | Biihrin souansga   | Ptychadena tournieri       | Sapo-foguete de Tournier     |
| Pouand gourou      | Boulonboukou       | Ptychadena trinodis        | Sapo da pastagem de Dakar    |
| Pouandi koulougou  | Boulonboukou       | Pyxicephalus edulis        | Sapo Comestível              |
| Pouandi bouali     | Poondré            | Tomopterna cryptotis       | Sapo de areia enigmático     |
| Louand boani       | Louang boudi       | Xenopus muelleri           | Sapo com garras de savana    |